# Polabi
El polabi, o polàbic, és una llengua eslava occidental morta, parlada antigament pels eslaus polabis (en alemany: Wenden) a la zona avui en dia pertanyent al nord-est d'Alemanya, al voltant del riu Elba (Laba en eslau), del qual deriva el seu nom ("po labe" - 'al llarg de l'Elba'). Fou parlat aproximadament fins a la meitat del segle xviii, quan fou extingit sota la pressió del baix alemany.
La regió on es parlava correspon, més detalladament, als lands alemanys de Mecklemburg-Pomerània occidental, el centre de Brandenburg i parts de l'est de Saxònia-Anhalt, Baixa Saxònia i Schleswig-Holstein. Al sud, tenia frontera lingüística amb el sòrab a Lusàcia.